# Thomas Vejlgaard
Thomas Vejlgaard (født 18. september 1972) er en tidligere dansk fodbolddommer, der dømte i Superligaen fra sæsonen 2002/2003 til 2011. Det blev i alt til 118 kampe i den bedste danske fodboldrække.
Fra 2006 virkede han desuden som FIFA-dommer, og deltog i perioden i 54 kampe internationalt som dommer eller 4. dommer. Han højeste rangering blandt de internationle dommere var som FIFA Category 3 dommer, der er det fjerde højeste niveau for internationale fodbolddommere.
Han valgte selv at stoppe som dommer i foråret 2011, for at koncentrere sig om sit privatliv og sin karriere i det private erhvervsliv. 
Han er uddannet i HD i Organisation og Ledelse fra Copenhagen Business School. Desuden har han en uddannelse som officer af reserven i Hæren, hvorfor han også har faldskærmscertifikat. 

## Tidlig karriere
Vejlgaard tog dommereksamen i 1988, og dømte herefter en årrække i de lokale rækker inden han blev rykket op i 2. division og derefter 1. division . I 2002 blev han så rykket op i landets højeste række, Superligaen, hvor han debuterede d. 25. august 2002 i kampen mellem AB og AGF, der endte 2-2. 

## Statistik
| Sæson   | Antal kampe | Total advarsler ! Advarsler pr. kamp | Total udvisninger | Udvisninger pr. kamp |      |
| ------- | ----------- | ------------------------------------ | ----------------- | -------------------- | ---- |
| 2002/03 | 10          | 27                                   | 2,7               | 1                    | 0,10 |
| 2003/04 | 11          | 30                                   | 2,72              | 2                    | 0,18 |
| 2004/05 | 13          | 37                                   | 2,17              | 0                    | 0,00 |
| 2005/06 | 14          | 54                                   | 3,86              | 3                    | 0,21 |
| 2006/07 | 17          | 49                                   | 2,88              | 2                    | 0,12 |
| 2007/08 | 15          | 49                                   | 3,27              | 2                    | 0,13 |
| 2008/09 | 11          | 28                                   | 2,55              | 4                    | 0,36 |
| 2009/10 | 18          | 51                                   | 2,83              | 1                    | 0,06 |
| 2010/11 | 9           | 17                                   | 1,88              | 2                    | 0,22 |
| Total   | 118         | 342                                  | 2,90              | 17                   | 0,14 |